# ناحية سركران
سركران (بالكردية: سرگران)‏ هي ناحية ضمن قضاء الدبس غرب محافظة كركوك، تبعد عن مركز المحافظة حوالي 70 كم، في السابق كانت المدينة عبارة عن قرية تتبع محافظة أربيل، في عام 1976 ضمت القرية لناحية الدبس ضمن قضاء كركوك، وفي عام 1996 عندما حولت ناحية الدبس إلى قضاء أصبحت سركران ناحية تابعة له.